# Бегар (Ланд)
Бегар (фр. Bégaar) насеље је и општина у југозападној Француској у региону Аквитанија, у департману Ланд која припада префектури Дакс.
По подацима из 2011. године у општини је живело 1090 становника, а густина насељености је износила 39,21 становника/km². Општина се простире на површини од 27,8 km². Налази се на средњој надморској висини од 19 метара (максималној 52 m, а минималној 7 m).

## Демографија
| 1962. | 1968. | 1975. | 1982. | 1990. | 1999. | 2011. |
| ----- | ----- | ----- | ----- | ----- | ----- | ----- |
| 893   | 946   | 843   | 908   | 1.000 | 939   | 1.090 |

График промене броја становника у току последњих година